# 大衛·伯卡
大衛·伯卡（英語：David Michael Burtka，1975年5月29日—）是美國的一位演員和廚師。他出演過《老爸老媽的浪漫史》等電視劇。伯卡是一位波蘭移民後裔。